# خوسيه لارجاتشا
خوسيه لارجاتشا (بالإسبانية: José Largacha)‏ هو لاعب كرة قدم كولومبي في مركز الهجوم، ولد في 3 يناير 1987 في Istmina ‏ في كولومبيا. لعب مع أتليتيكو بوكارامانغا وإنديبنديينتي سانتا في.

## وصلات خارجية
- خوسيه لارجاتشا على موقع قاعدة بيانات كرة القدم.إي يو (الإنجليزية)
- خوسيه لارجاتشا على موقع Soccerway.com (الإنجليزية)
- خوسيه لارجاتشا على موقع AS.com (الإسبانية)